# 5434 Tomwhitney
5434 Tomwhitney è un asteroide della fascia principale. Scoperto nel 1989, presenta un'orbita caratterizzata da un semiasse maggiore pari a 3,1834818 UA e da un'eccentricità di 0,0804581, inclinata di 17,06287° rispetto all'eclittica.